# Croydon

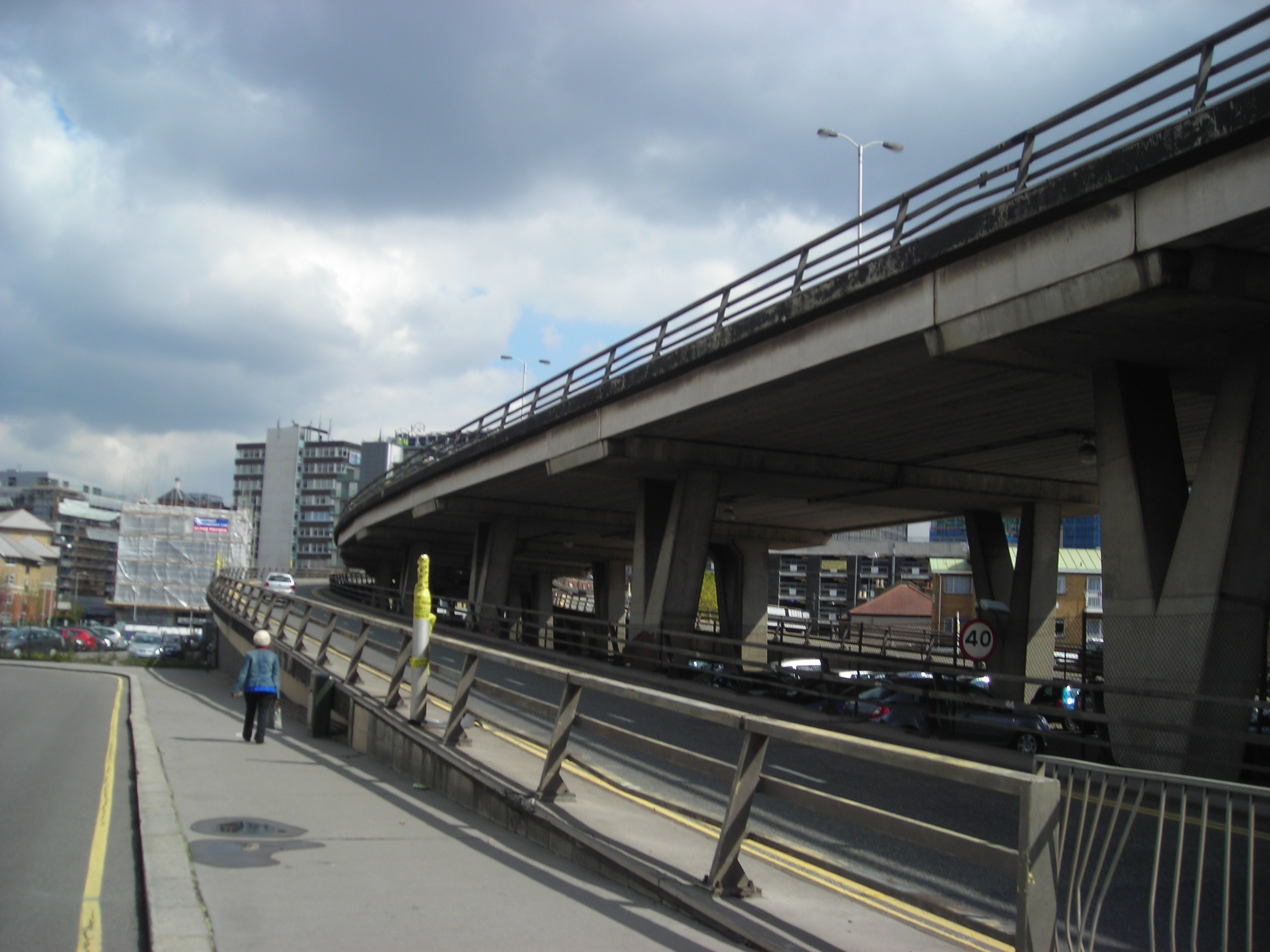
Cầu vượt Croydon

Croydon là một quận nằm tại Nam Luân Đôn, Anh, thuộc Khu Croydon của Luân Đôn. Croydon nằm cách 9,5 dặm (15,3 km) về phía nam của Charing Cross. Trên Bản đồ Quy hoạch Luân Đôn, khu vực này được xác định là một trong 11 trung tâm thủ đô tại Đại Luân Đôn.
Croydon nằm tại hành lang giao thông giữa Luân Đôn và bờ biển phía nam nước Anh.